# جان کینسلا (شناگر)
جان کینسلا (به انگلیسی: John Kinsella) (زادهٔ ۲۶ اوت ۱۹۵۲) شناگر اهل ایالات متحده آمریکا است.